# Огни Финикса
«Сияние над Финиксом» (англ. Phoenix Lights) — серия оптических феноменов (обычно именуемых неопознанными летающими объектами, НЛО), которые наблюдались множеством людей в небе США (Аризоны и Невады) и мексиканского штата Сонора 13 марта 1997 года.
Огни, по разным описаниям, были видны тысячам людей между 3:30 и 6:30 UTC в радиусе около 480 км — от границы Невады, через Финикс до Тусона. В происшествии было два различных обстоятельства, вызывающих любопытство и подозрения: треугольное формирование из источников свечения, видимое на всём протяжении штата, и ряд неподвижных огней, видимых и заснятых в районе Финикса. 
Военно-воздушные силы США определили вторую группу огней как сигнальные ракеты, сброшенные штурмовиком A-10 Warthog, осуществляющим учебный полёт при полигоне «Барри Голдуотер» на юго-западе Аризоны. 
Тем не менее, многие эксперты отвергают подобные объяснения на основе анализа видеосъёмки: огни сохраняли постоянную высоту и относительное расположение, а также стабильный характер свечения, что нехарактерно для сигнальных ракет: свидетели утверждали, что видели огромный по площади НЛО, по форме напоминающий уголок, у которого были включены яркие осветительные огни или же (возможно) работали светоизлучающие двигатели. 
Файф Саймингтон, бывший тогда губернатором Аризоны и также ставший свидетелем события, позже назвал этот объект «не от мира сего».
Как сообщается, огни появлялись и позже в 2007 и 2008 годах, но эти события были быстро объяснены (соответственно) сигнальными огнями, сброшенными военной авиацией военно-воздушной базы «Люка» и сигнальными маяками[уточнить], которыми оснащаются гражданские гелиевые воздушные шары.

## В культуре
- х/ф «Ночные небеса» / Night Skies (США, 2007)
- х/ф «Забытый Феникс» / Phoenix Forgotten (США, 2017)